# Habenaria mediocris
Habenaria mediocris är en orkidéart som beskrevs av Robert Louis Dressler. Habenaria mediocris ingår i släktet Habenaria och familjen orkidéer.
Artens utbredningsområde är Panamá. Inga underarter finns listade i Catalogue of Life.